# Славиця (Фужине)
45°20′ пн. ш. 14°45′ сх. д. / 45.33° пн. ш. 14.75° сх. д.
Славиця (хорв. Slavica) — населений пункт у Хорватії, в Приморсько-Горанській жупанії у складі громади Фужине.

## Населення
Населення за даними перепису 2011 року становило 33 осіб.
Динаміка чисельності населення поселення:

## Клімат
Середня річна температура становить 6,36 °C, середня максимальна – 19,05 °C, а середня мінімальна – -6,59 °C. Середня річна кількість опадів – 1608 мм.
| Клімат поселення                              | Клімат поселення | Клімат поселення | Клімат поселення | Клімат поселення | Клімат поселення | Клімат поселення | Клімат поселення | Клімат поселення | Клімат поселення | Клімат поселення | Клімат поселення | Клімат поселення | Клімат поселення |
| Показник                                      | Січ.             | Лют.             | Бер.             | Квіт.            | Трав.            | Черв.            | Лип.             | Серп.            | Вер.             | Жовт.            | Лист.            | Груд.            |                  |
| Середній максимум, °C                         | 2,89             | 3,26             | 5,59             | 9,35             | 14,08            | 17,95            | 19,05            | 18,96            | 15,33            | 11,21            | 6,20             | 2,36             |                  |
| Середня температура, °C                       | −1,84            | −1,48            | 0,85             | 4,59             | 9,33             | 13,20            | 15,47            | 15,38            | 11,75            | 7,62             | 2,62             | −1,22            |                  |
| Середній мінімум, °C                          | −6,59            | −6,23            | −3,9             | −0,16            | 4,60             | 8,45             | 11,90            | 11,81            | 8,18             | 4,05             | −0,96            | −4,8             |                  |
| Норма опадів, мм                              | 106              | 106              | 120              | 140              | 122              | 139              | 99               | 119              | 144              | 174              | 191              | 148              |                  |
| Середньомісячна швидкість вітру, м/с          | 3.62             | 3.78             | 3.76             | 3.43             | 3.18             | 3.01             | 2.82             | 2.91             | 3.10             | 3.48             | 3.80             | 3.90             |                  |
| Середньомісячна сонячна радіація, кДж/м²·день | 4421             | 7270             | 10487            | 14670            | 18742            | 20264            | 21754            | 18322            | 13653            | 9019             | 4775             | 3713             |                  |
| --------------------------------------------- | ---------------- | ---------------- | ---------------- | ---------------- | ---------------- | ---------------- | ---------------- | ---------------- | ---------------- | ---------------- | ---------------- | ---------------- | ---------------- |
| Джерело:                                      |                  |                  |                  |                  |                  |                  |                  |                  |                  |                  |                  |                  |                  |